# Muswasipi
Muswasipi /srodno s chippewa moswa-sibĭ, moose river; W. J./, ime jednoj skupini Upeshipow Indijanaca, Algonquianskog plemena s Labradora srodnog Creejima, koji su 1770. živjeli na rijeci Moose. Ovo pleme očito je srodno ili identično s Monsonima s ušća rijeke Moose. Hodge u svom članku o Upeshipow Indijancima za dvije njihove skupine navodi Winnepeskowuk i Monsoni. 
Spominje ih Richardson (u Arctic Exped. ii ,28, 1851).